# NH90

De NH90 is een tweemotorige, multifunctionele helikopter. De helikopter is ontwikkeld als reactie op de NAVO-behoefte aan een militaire helikopter die zowel boven land als boven zee kan opereren. De NH90 is ontwikkeld, gebouwd en wordt ondersteund door NHIndustries, een samenwerkingsverband (joint venture) van Leonardo (voormalig Agusta Westland), Airbus Helicopters (voormalig Eurocopter) en Fokker.

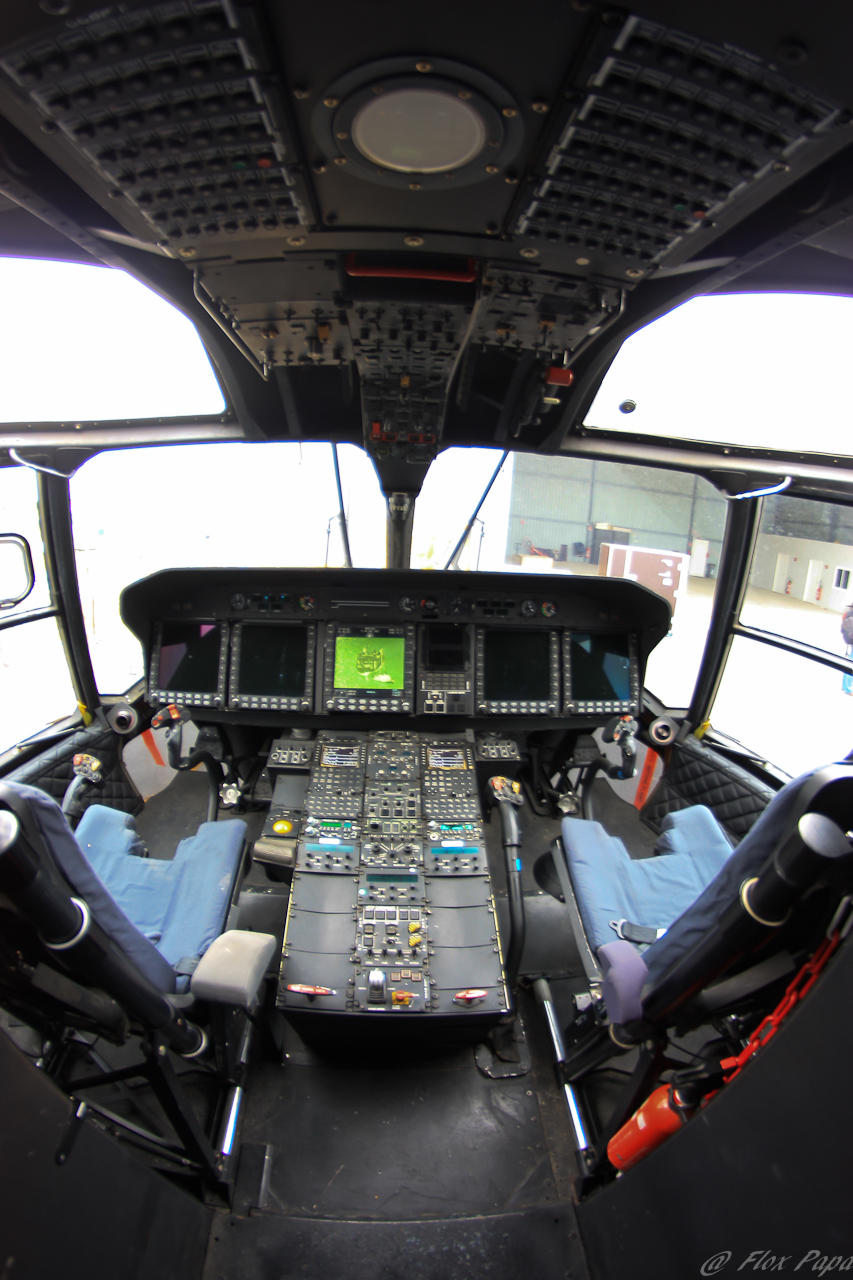
Cockpit van een NH90

## Geschiedenis

### Oorsprong
Het begin van het internationale helikopterprogramma NATO Helikopter voor de jaren negentig (NH90) gaat terug tot begin jaren 1980 toen de strijdkrachten van Frankrijk, Duitsland, Italië en Nederland gezamenlijk aangaven behoefte te hebben aan een nieuwe tweemotorige, middelgrote motorhelikopter in de gewichtsklasse van 9 tot 10 ton. De intentie was te voldoen aan de eisen op het gebied van diverse maritieme operaties evenals tactische transport operaties boven land.
In 1985 ontstond een ambitieuze samenwerking tussen Frankrijk, Duitsland, Italië, Nederland en het Verenigd Koninkrijk om een multifunctionele militaire NAVO-helikopter te ontwikkelen voor de jaren negentig. Het Verenigd Koninkrijk besloot na twee jaar echter te stoppen.
Op 1 september 1992 tekende NHIndustries een NH90 design-and-developmentcontract met NAHEMA (NATO Helicopter Management Agency). Dit bureau vertegenwoordigde de vier participerende landen: Duitsland, Frankrijk, Italië en Nederland, tegenover NHIndustries die ook verantwoordelijk is voor marketing, verkoop en aftersalesondersteuning van de helikopter.
Het eerste prototype, de PT1, maakte zijn eerste vlucht op 18 december 1995. Het tweede prototype, de PT2, vloog op 19 maart 1997, en het derde prototype, de PT3, volgde op 27 november 1998. PT3 werd de eerste helikopter met full fly-by-wire, zonder mechanische back-up.
Het programma gaf enerzijds de kans aan verschillende Europese landen om te laten zien dat ze in staat zijn een concurrerend hoogwaardig wapensysteem te ontwikkelen en te produceren, anderzijds versterkte het de Europese samenwerking met als doel het delen van technologie, werklast en kosten.

### Ontwikkeling
De NH90 is ontwikkeld om, in tegenstelling tot veel verouderde types, te overleven in een compleet nieuw gevechtsterrein. Het maakt gebruik van Electronic Warfare Systems om zichzelf te beschermen en is in staat om 's nachts te vliegen. De helikopter is uitgerust met obstacle warning systems welke de waarschuwing geven voor (elektriciteits)draden, palen en zelfs bomen. De werklast van een piloot is enorm afgenomen door de vier-assige automatische piloot, terwijl communicatie-, navigatie- en missiesystemen volledig geïntegreerd zijn. Informatie wordt getoond op een van de multi-functional displays of desgewenst de Helmet Mounted Sight Display (HMSD). De NH90 heeft standaard fly-by-wire flight controls, een composiet airframe en composiet rotorbladen.
De NH90 is ontwikkeld in twee varianten: de Tactical Transport Helicopter (TTH) en de NATO Frigate Helicopter (NFH). Veel van de krijgsmachten hebben echter specifieke eisen gesteld aan hun versie van de NH90. Deze specifieke eisen hebben ertoe geleid dat de basisvariant inmiddels een op maat gemaakte configuratie is geworden. Voorbeelden van specifieke aanpassingen zijn de motoren, radio's, optionele kits en andere apparatuur. Dit heeft als grote nadeel dat de beheersingslast voor NHIndustries is toegenomen.

### Productie
Op 30 juni 2000 werd een industrialisatie- en first-batch-contract getekend voor 366 NH90's tussen NAHEMA en NHIndustries:
- Duitsland 134 stuks (TTH)
- Italië 117 stuks (TTH / NFH)
- Frankrijk 95 stuks (TTH / NFH)
- Nederland 20 stuks (NFH)

Additionele orders volgden in de jaren daarna vanuit diverse landen:
- Zweden 25 stuks in High Cabin-variant
- Finland 20 stuks
- Noorwegen 24 stuks
- Griekenland 34 stuks, met een optie op nog eens 14 stuks
- Spanje 45 stuks
- Australië 46 stuks (TTH)
- België 8 stuks, met een optie op nog eens 2 stuks
- Qatar 28 stuks

De componenten van de NH90 worden geproduceerd door de aandeelhouders van NHIndustries:
- Airbus Helicopters Frankrijk 31,25% (power plant, rotors, electrical system, flight control system, core avionic system)
- Airbus Helicopters Duitsland 31,25% (2/3e van de romp, fuel system, communication system, avionics control system, TTH mission system)
- Leonardo Helicopters 32% (1/3e van de romp, gearbox, hydraulics system, plant management system, NFH mission system)
- Fokker 5,5% (staart, cabin sliding door, sponsons, landing gear en intermediate gearbox)

De componenten worden vervolgens gezonden naar final assembly lines (FAL), waar toestellen geassembleerd en getest worden. Oorspronkelijk zou de NH90 op drie FALs geassembleerd worden. Cascina Costa in Italië voor Leonardo, Marignane in Frankrijk en Donauwörth in Duitsland voor Airbus-helikopters. In de Scandinavische en Australische contracten werd bepaald dat de assemblage lokaal zou plaatsvinden, de Scandinavische in Patria in Finland en de Australische in Brisbane. Spanje heeft een assemblagelijn in Albacete.

### Levering
Door meerdere problemen zijn ontwikkeling, productie en uiteindelijk ook levering met enkele jaren vertraagd. Men besloot in overleg met gebruikers te beginnen met het uitleveren van helikopters in een Initial Operating Configuration and Capabilities (IOC). De eerste leveringen vonden plaats in december 2006, twee toestellen (de IOC TTH-versie specifiek voor Duitsland) werden geleverd aan het Duitse opleidingscentrum in Bückeburg. Deze helikopters waren nog niet volledig uitontwikkeld en werden in een later stadium geüpgraded naar Final Operating Configuration and Capabilities (FOC). Dit stelde landen in staat te beginnen met de opbouw van ervaring met de helikopter, maar zorgde evengoed wederom voor een hogere beheersingslast.
Er werden op de IOC diverse kinderziekten gemeld. Zo ondervond de Duitse krijgsmacht problemen bij het interieur en kwam het tot de conclusie dat de NH90 niet geschikt was voor het transporteren van soldaten met een zware uitrusting. Ook bleken de eerste helikopters voor de Nederlandse marine onvoldoende bestand tegen zout water. Nederland was de eerste gebruiker die de NH90 langdurig installeerde aan boord van een schip. Dit zorgde dat er na enkele jaren gebruik opnieuw problemen ondervonden werden, met name extra corrosie en slijtage.

## Gebruik
De NH90 kende een lange ontwikkelingsgeschiedenis maar bewees ten slotte zijn waarde bij een groeiend aantal gebruikers tijdens wereldwijde operationele of trainingsmissies.
Nederland: "Het corrosieprobleem is geen issue meer. De productie van vlieguren begint te stijgen, de beschikbaarheid wordt beter en onze ervaring en ons vertrouwen groeit".
Duitsland: "We kunnen stellen dat de NH90 zijn waarde heeft bewezen. Het is goed om van soldaten te horen dat dit een gerespecteerde helikopter is, die tijdens operaties heeft laten zien welke buitengewone capaciteiten hij heeft". Gedurende missies naar Afghanistan in 2013 werd 100% mission effectiveness gemeld. "Er waren geen technische storingen waardoor de missie onderbroken moest worden". Dit succes werd later gevolgd door missies in Mali
Italië: "De NH90 vertegenwoordigt een grote generatiesprong in de wereld van tactische transporthelikopters. De bemanningen en technici zijn zeer tevreden over het nieuwe type".

### Missies

#### NFH: Naval Frigate Helicopter
De NFH-versie wordt gebruikt voor oppervlakte-oorlogvoering (ASuW), onderzeebootbestrijding (ASW), Search and Rescue (SAR), ondersteuning bij bijvoorbeeld het onderscheppen van drugstransporten of het boarden van verdachte schepen, het bevoorraden van schepen en troepentransport. De NFH is hiervoor voorzien van o.a. een indrukwekkende Radar, een long-range active sonar (HELRAS), sonar buoys en FLIR,  een MAG of M3M.
Ook kunnen deze toestellen beperkt worden ingezet bij luchtverdediging als ze worden uitgerust met Stinger- of vergelijkbare raketten.
De TNFH (Tactical NFH) is een uitgeklede NFH. Als tactische transporthelikopter worden ze zowel op land als op zee gebruikt. Voor het uitvoeren van de transporttaak zijn systemen verwijderd als de sonar en het control station van de sensoroperator. Dit levert ruimte en een gewichtsbesparing op. In de TNFH-rol is het toestel wel voorzien van een raketwaarschuwingssysteem voor het optreden boven land.

#### TTH: Tactical Transport Helicopter
De primaire rol van de TTH-versie is het transport van twintig militairen of meer dan 2.500 kg aan vracht. Ook zijn de toestellen geschikt voor Search & Rescue.
Andere mogelijke taken zijn medische evacuaties (MEDEVAC - medical evacuation, met maximaal twaalf brancards), speciale operaties, electronic warfare, vliegende commandopost, parachuting, VIP transport en opleiding.
De TTH heeft onder meer zelfdichtende brandstoftanks, in verband met het risico boven land beschoten te worden door afweergeschut.
Een kruisbestuiving tussen de NFH en de TTH is de Marinised TTH (MTTH). Dit is een transporthelikopter voor gebruik vanaf zee. In wezen een TTH-variant, maar voorzien van het landingsgestel en de automatisch opvouwbare rotorbladen van de NFH.

### Ongelukken
In 2008 verongelukte een Italiaanse NH90 tijdens een airshow. Van de drie inzittenden kwam een persoon om het leven. De andere twee werden gered en overleefden hun verwondingen.
In 2018 is een Franse NH90 verongelukt op het dek van helikoptercarrier FS Dixmude toen de helikopter tijdens touch-and-go-oefeningen de verkeerstoren aan de achterzijde van het schip raakte.
Op 19 juli 2020 verongelukte de NH90 met registratie "N324" van de Nederlandse defensie in de zee voor de kust van Aruba. Van de vier inzittenden kwamen twee militairen (de vlieger en de tactisch coördinator) om het leven. De Inspectie Veiligheid Defensie heeft geen indicatie van technisch falen. De Onderzoeksraad voor Veiligheid bracht op 9 december 2020 het rapport naar buiten waarin werd geconstateerd dat de helikopter door een lage luchtsnelheid onvoldoende vermogen had om in de lucht te blijven.
Op 21 maart 2023  moest een MRH90 van de Australian Army met tien militairen aan boord een gecontroleerde noodlanding maken nabij de Australische Jervisbaai waarbij een tragedie op het nippertje kon vermeden worden.  Na het incident werd de vloot van 47 MRH90's aan de grond gehouden in afwachting van een onderzoek. Op 28 juli 2023 stortte een andere Australische MRH90 's nachts neer tijdens oefening Talisman Sabre voor de kust van Hamiltoneiland, Queensland. De vier bemanningsleden kwamen hierbij om het leven.

## Kostprijs
In 1999 wilde de Nederlandse Defensie voor een bedrag van 1,3 miljard gulden (circa € 590 miljoen) 20 exemplaren van de NH90 kopen ter vervanging van de Lynx-helikopters van de marine, dat wil zeggen circa € 30 miljoen per stuk. In 2011 was de prijs voor de 20 exemplaren gestegen tot € 1 miljard, oftewel € 50 miljoen per stuk. Naar verwachting is met de materiële exploitatie van de twintig NH90-helikopters een kostenbedrag gemoeid van € 20 miljoen à € 25 miljoen per jaar.
In 2007 bedroeg het aankoopbedrag voor acht NH90-helikopters (vier in NFH- en vier in TTH-versie) voor de Belgische overheid € 292,5 miljoen, gemiddeld € 36,5 miljoen per toestel.

## Gebruikers
De laatste aantallen bestelde en geleverde NH90's zijn als volgt (stand 2020):
|               |                  | Actief | Actief | In bestelling | In bestelling |
| Land          | Gebruiker        | TTH    | NFH    | TTH           | NFH           |
| ------------- | ---------------- | ------ | ------ | ------------- | ------------- |
| Frankrijk     | Landmacht        | 38     | -      | 35            | -             |
|               | Marine           | -      | 23     | -             | 4             |
| Duitsland     | Landmacht        | 72     | -      | 7             | -             |
|               | Marine           | -      | 1      | -             | 17            |
| Italie        | Landmacht        | 44     | -      | 15            | -             |
|               | Marine           | 38     | 38     | 18            | 18            |
| Nederland     | Marine           | -      | 19     | -             | 3             |
| België        |                  | 4      | 4      | -             | -             |
| Noorwegen     |                  | -      | 11     | -             | 3             |
| Finland       |                  | 20     | -      | -             | -             |
| Zweden        |                  | 18     | -      | -             | -             |
| Spanje        | Luchtmacht       | 1      | -      | 11            | -             |
|               | Landmacht        | 12     | -      | 14            | -             |
|               | Marineluchtvaart | -      | -      | -             | 7             |
| Griekenland   |                  | 14     | -      | 6             | -             |
| Oman          |                  | 18     | -      | -             | -             |
| Australië     |                  | 47     | -      | -             | -             |
| Nieuw-Zeeland |                  | 8      | -      | -             | -             |
| Qatar         |                  | -      | -      | 28            | 28            |

### Australië
In januari 2023 maakte de Australische overheid bekend de MHR90 Taipan te gaan vervangen voor Sikorsky UH-60 Black Hawks, ruim tien jaar vóór het tot dan toe geplande einde levensduur van de helikopter. Dit besluit werd genomen omdat de MRH90 nooit echt de kinderziektes ontgroeide en het Australische leger  ontevreden was over de prestaties van de helikopter. Na een crash op 28 juli 2023 waarbij de vier bemanningsleden  om het leven kwamen, deed de regeringsoppositie een oproep om de vervanging versneld door te voeren.

### België
In april 2007 besliste de Belgische regering tot de aankoop van acht NH90-helikopters, met een optie tot twee bijkomende toestellen. Het ging om vier toestellen in NFH-versie en vier in TTH-versie. De eerste vlucht van het eerste Belgische toestel werd op 18 september 2012 uitgevoerd, het toestel werd in gebruik genomen op vliegbasis Bevekom, waar de TTH-toestellen zijn gestationeerd op 2 oktober 2013. De drie andere toestellen volgden in 2014. De vier toestellen hebben kentekens RN-05 tot RN-08. De NFH-toestellen (met kenteken RN-01 tot RN-04) hebben hun basis op vliegbasis Koksijde en werden in dienst genomen tussen augustus 2013 en augustus 2015.
In juni 2020 werd bekend dat de Belgische luchtmacht de inzet van zijn vier toestellen in TTH-versie omwille van de operationele kosten tot een strikt minimum reduceert van circa 1.000 tot maximaal 600 vlieguren per jaar per toestel en mogelijk zelfs zou verkopen in 2024. De toestellen, samen met de laatste Agusta A109 helikopters, zouden volgens dezelfde bron mogelijk vervangen worden door Airbus H-145M-toestellen.
In juli 2025 verklaarde defensieminister Theo Francken (N-VA) dat de TTH-toestellen na amper twaalf jaar dienst vanaf september definitief uit dienst worden genomen. Ze worden samen met de verouderde Agusta-helikopters in 2026 vervangen door vijftien nieuwe Airbus H145M-helikopters.

### Nederland
De Nederlandse defensie vliegt met 19 NH90 NFH's ze vervangen de Lynx SH-14D maritieme helikopter en de AB-412-reddingshelikopter. In september 2007, tijdens de Heldair Show Maritiem op De Kooy, werd het eerste Nederlandse model getoond. Deze is in 2010 overgedragen, en het twintigste en daarmee het laatste toestel is op 10 juni 2016 afgeleverd. De NFH's zijn gestationeerd op Maritiem Vliegkamp De Kooy en worden ingezet voor maritieme taken, zoals het opereren vanaf schepen en Search and Rescue taken.
In 2024 is er een aanvullende order voor drie toestellen geplaatst. Waarbij er een als vervanging dient voor het toestel dat in 2020 verloren ging en de twee als uitbreiding voor de bestaande vloot bedoeld zijn. Het totaal aantal NFH’s voor de Nederlandse Marine zal dan tweeëntwintig zijn.

### Noorwegen
Noorwegen tekende in 2001 een contract voor 14 helikopters. In 2022 had het land slechts acht volledig uitgeruste toestellen gekregen en de prestaties vielen fors tegen. Het aantal vlieguren was veel lager dan gepland en de minister van Defensie meldde dat de NH90 niet aan de eisen van de Noorse strijdkrachten voldoet. In juni 2022 besloot Noorwegen alle NH90-gevechtshelikopters terug te geven aan de fabrikant en eist het hele bedrag wat ze reeds heeft betaald, zo'n half miljard euro, terug. Ter vervanging werden Amerikaanse MH-60 Seahawk-helikopters aangekocht.